# Волокитин, Пётр Матвеевич
Пётр Матвеевич Волокитин (1901 — 1941) — советский военный разведчик, полковник.

## Биография
Родился в русской семье рабочих. Окончил приходскую школу в Добринке в 1914. В Красной армии с 1918, член РКП(б) с 1919. Красноармеец Козловской боевой железнодорожной дружины с июня 1918 по июнь 1920, также участник Гражданской войны с августа 1919 до ноября 1920, воевал с войсками К. К. Мамонтова, боролся с бандитизмом в Тамбовской губернии. Учился в 16-й пехотной школе командного состава в Тамбове с 1920 до 1923. Помощник командира отделения, взвода, роты 49-го стрелкового Нижегородского полка с октября 1923 по январь 1927, политрук, командир-политрук роты 51-го стрелкового Ивано-Вознесенского полка с января 1927 по сентябрь 1930.
Окончил в 1930 КУКС при 7-м отделе штаба РККА. С сентября 1930 по апрель 1933 начальник 5-го (шифровального) отделения штаба 17-й стрелковой Нижегородской дивизии в Московском военном округе. С 1933 до 1936 оканчивал специальный факультет Военной академии имени М. В. Фрунзе, владел турецким, французским языками. Находился в распоряжении РУ РККА с августа 1936 по июль 1938, был на стажировке в турецкой армии. Являлся начальником отделения (Иран, Афганистан) 2-го (восточного), 4-го (паспортного) отделов РУ РККА с июля 1938 по июль 1940, помощник военного атташе при полномочном представительстве СССР в Турции с июля 1940 по май 1941. 
В мае 1941 согласно окружному мобилизационному плану был назначен на должность начальника разведывательного отдела штаба 13-й армии. Вечером 25 июня 1941 к штабу прорвалось одно из передовых подразделений 20-й танковой дивизии гитлеровцев с десантом пехоты на броне. Погиб от попадания в палатку, где расположился разведывательный отдел, снаряда из вражеского танка Pz.Kpfw. IV, а двое его подчинённых оказались ранены. На основании приказа Главного управления формирований и комплектования Красной армии от 15 октября 1942 года № 0912/пог был исключён из списков РККА как погибший в бою против немецко-фашистских войск, а семье, проживавшей в Москве по улице Большая Калужская, дом 16, квартира 3 — назначено соответствующее пособие.

### Звания
- красноармеец, 1918.
- полковник, 20 февраля 1940.

### Награды
- медаль XX лет РККА.